# مينيكس
نظام مينيكس (بالإنجليزية: MINIX)‏ هو نظام تشغيل كتبه أندرو تانينباوم باستخدام لغة سي مع أسمبلي. يعتبر هذا النظام من الأنظمة المشابهة ليونكس. كُتب هذا النظام لغرض تدريس تصميم أنظمة التشغيل، وتمّ طرحه كنظام مفتوح المصدر في شهر أبريل من العام 2000 تحت رخصة بي إس دي.

## أسباب التطوير
صرّح تانينباوم عن سبب كتابته لنظام Minix أنه كان يتمّ تدريس طلاّب علم الحاسب مبادئ نظم التشغيل نظريًا وعمليًا باستخدام يونكس، وبعدما قامت إيه تي آند تي بتحويل نظام يونكس إلى نظام تجاري، فقدت هذه الجامعات الجانب العملي في التعلم، لذا قرر كتابة نظام Minix حتى يحل محل يونكس في التعليم.

## Minix 3
تم إطلاق الإصدار الثالث من نظام Minix في شهر أكتوبر من عام 2005 يعتبر هذا الإصدار من Minix ولاده جديده له حيث تم إعادة بناءه من جديد وأصبح يهدف إلى ان يصبح نظام تشغيل متكامل بعدما كان نظام تشغيل للاهداف التعليمية.

### أهم ميزات Minix 3
- التوافقيه مع بوزيكس
- دعم الشبكات مع حزمة بروتوكولات الإنترنت
- دعم كامل لتعدد المستخدمين
- دعم للذواكر التي تصل إلى 4 جيجابايت
- دعم لـ نظام النوفذة إكس
- برامج التشغيل تعمل كـ عمليات منفصله

### متطلبات Minix 3 للعمل
يتطلب Minix 3 معالج متوافق مع انتل يعمل بالإضافة إلى 16 ميجابايت من ذاكرة الوصول العشوائي RAM بالإضافة إلى 600 ميجابايت من اجل تثبيت النظام على القرص الصلب.

## مينيكس ولينكس
عندما كتب لينوس تورفالدز نظام لينكس كان مُقدراً لنظام Minix ويعمل عليه، وفي أول إصدارات من نواة نظام التشغيل لينكس كان نظام الملفات هو نفس نظام ملفات Minix.

## وصلات خارجية
- موقع أندرو تانينباوم عن Minix